# Pakistanska muslimska förbundet – Z
Pakistanska muslimska förbundet – Zia (پاکستان مسلم لیگ ض) var ett politiskt parti i Pakistan, bildat 2002 av Muhammad Ijaz-ul-Haq som uppkallade partiet efter sin far, general Zia-ul-Haq.
I valet till den lagstiftande församlingen, den 20 oktober 2002, erövrade partiet 0,3 % av rösterna och 1 mandat (av 272). 
Pakistanska muslimska förbundet – Z gick i maj 2004 samman med Millatpartiet, National People's Party,  Sindh Democratic Alliance, Pakistanska muslimska förbundet – F, Pakistanska muslimska förbundet – J, Pakistanska muslimska förbundet – Q och Pakistanska muslimska förbundet – Jinnah och bildade Pakistanska muslimska förbundet – L. 